# Acnemia falcata
Acnemia falcata är en tvåvingeart som beskrevs av Zaitzev 1982. Acnemia falcata ingår i släktet Acnemia och familjen svampmyggor. Arten är reproducerande i Sverige. Inga underarter finns listade i Catalogue of Life.